# دیوید کالدرهید
 دیوید کالدرهید  (به انگلیسی: David Calderhead) (زاده ۱۹ ژوئن ۱۸۶۴ - درگذشته ۹ ژانویه ۱۹۳۸) بازیکن موربی سابق فوتبال اهل اسکاتلند است. وی به مدت ۲۶ سال سرمربی باشگاه چلسی بوده‌است.